# Arenivaga bolliana
Arenivaga bolliana är en kackerlacksart som först beskrevs av Henri Saussure 1893.  Arenivaga bolliana ingår i släktet Arenivaga och familjen Polyphagidae.

## Underarter
Arten delas in i följande underarter:
- A. b. bolliana
- A. b. nigricans